# Ordine della Corona dell'Emirato di Bukhara
L'Ordine della Corona dell'Emirato di Bukhara (in uzbeco: Nishoni Todzhi Bukhoroi Dor Us Saltanat) fu un'onorificenza concessa dall'Emirato di Bukhara.

## Storia

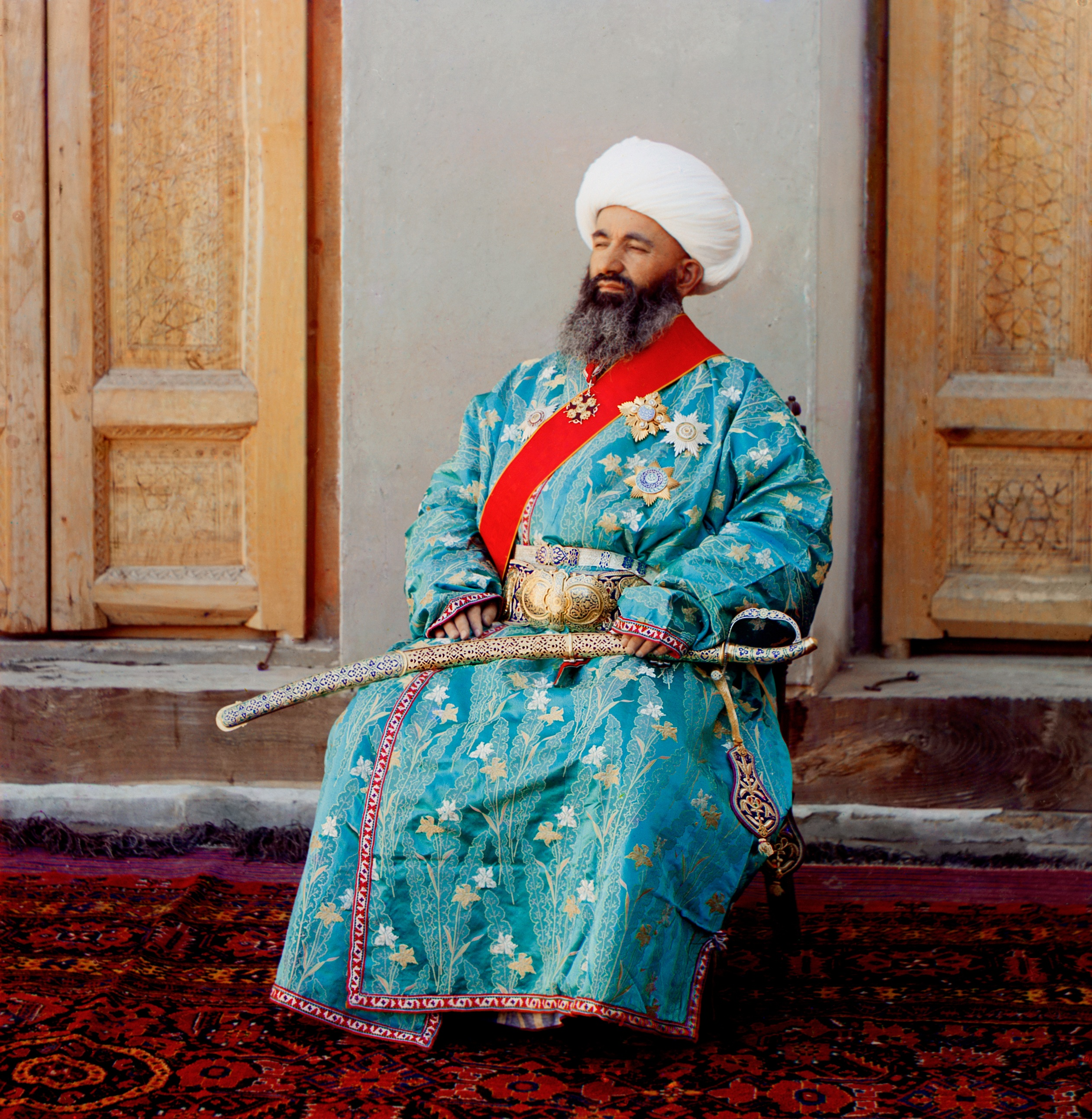
Kush-begi (Ministro degli Affari Interni) dell'Emirato di Bukhara in una fotografia d'inizio Novecento. La prima onorificenza in alto è la placca dell'Ordine della Corona dell'Emirato di Bukhara.

L'onorificenza venne istituita da Abd al-Ahad Khan con la sua ascesa al trono nel 1886 come il più alto onore concesso dall'emirato di Bukhara, sostituendolo al già esistente Ordine della Nobile Casata di Bukhara.
Sotto il governo di Abd al-Ahad Khan, l'ordine venne perlopiù assegnato a funzionari di stato locali ma anche a rappresentanti dell'amministrazione russa dalla quale l'emirato dipendeva. L'ultima volta che l'ordine fu assegnato fu nel 1920, prima della caduta dell'Emirato di Bukhara a seguito della conquista da parte dell'Armata Rossa.

## Classi
- Cavaliere di I classe
- Cavaliere di II classe
- Cavaliere di III classe
- Cavaliere di IV classe
- Cavaliere di V classe
- Cavaliere di VI classe
- Cavaliere di VII classe
- Cavaliere di VIII classe

## Insegne
- La placca dell'ordine consisteva in una croce lobata corredata da un diamante in ogni lobo e raggiante in oro, avente al centro un medaglione blu a caratteri arabi dorati con la scritta "Premio della corona della nobile Bukhara" nonché la data d'inizio del regno dell'emiro fondatore.
- La medaglia dell'ordine consisteva in un rombo dorato riccamente decorato e smaltato avente al centro un medaglione blu con caratteri arabi dorati e la scritta "Premio della corona della nobile Bukhara" nonché la data d'inizio del regno dell'emiro fondatore.
- Il nastro era blu con i bordi e una linea bianca per parte.

## Insigniti notabili
- Aleksej Ermolaevič Ėvert
- Heinrich Antonovič Leer